# 上杉憲勝
上杉 憲勝（うえすぎ のりかつ）は、戦国時代の武士。扇谷上杉家当主。

## 略歴
扇谷上杉氏の一族とも言われるが、出自は深谷上杉家あるいは山内上杉家で扇谷家の猶子であったも言われる。上杉朝昌の子とも、上杉定正の子とも、上杉朝興の子ともいう。
はじめ七沢七郎を名乗って奥羽を浪人していたという。朝興の子である朝定が河越城の戦いで戦死して扇谷上杉氏の嫡流が滅亡すると、太田資正に擁立されてその跡を継ぐ。
永禄2年（1559年）、資正が北条氏康から松山城を奪還すると、城主として入城する。
永禄4年（1561年）に比定される、8月17日付の「上杉憲勝書状」（駒澤大学浅倉研究室保管文書）によると、佐竹義昭と面会したこと、葛西・難波田を再興し、北条方の遠山丹波守の次男・小幡源二郎を帰順させたこと、上杉政虎が越後に戻る際に江戸に長陣し、状況次第で伊豆にまで攻め込む計画であることが述べられている。
しかし同年、北条・武田連合軍に包囲されて降伏した。上杉輝虎は憲勝の救援に向かっていたが、石戸城に到達したところで降伏の知らせを聞いた輝虎は激怒し、人質に取っていた憲勝の子を斬り殺したという。
永禄12年（1569年）に比定される北条氏政書状で、越相同盟の交渉で「太田美濃守（資正）可被引付附扇谷之儀」と言及しているが、「扇谷」が憲勝を指すかどうかは不明である。